# フランシス・バーデット

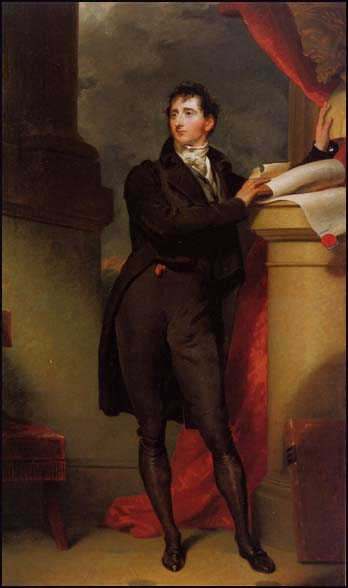
フランシス・バーデット（1793年）

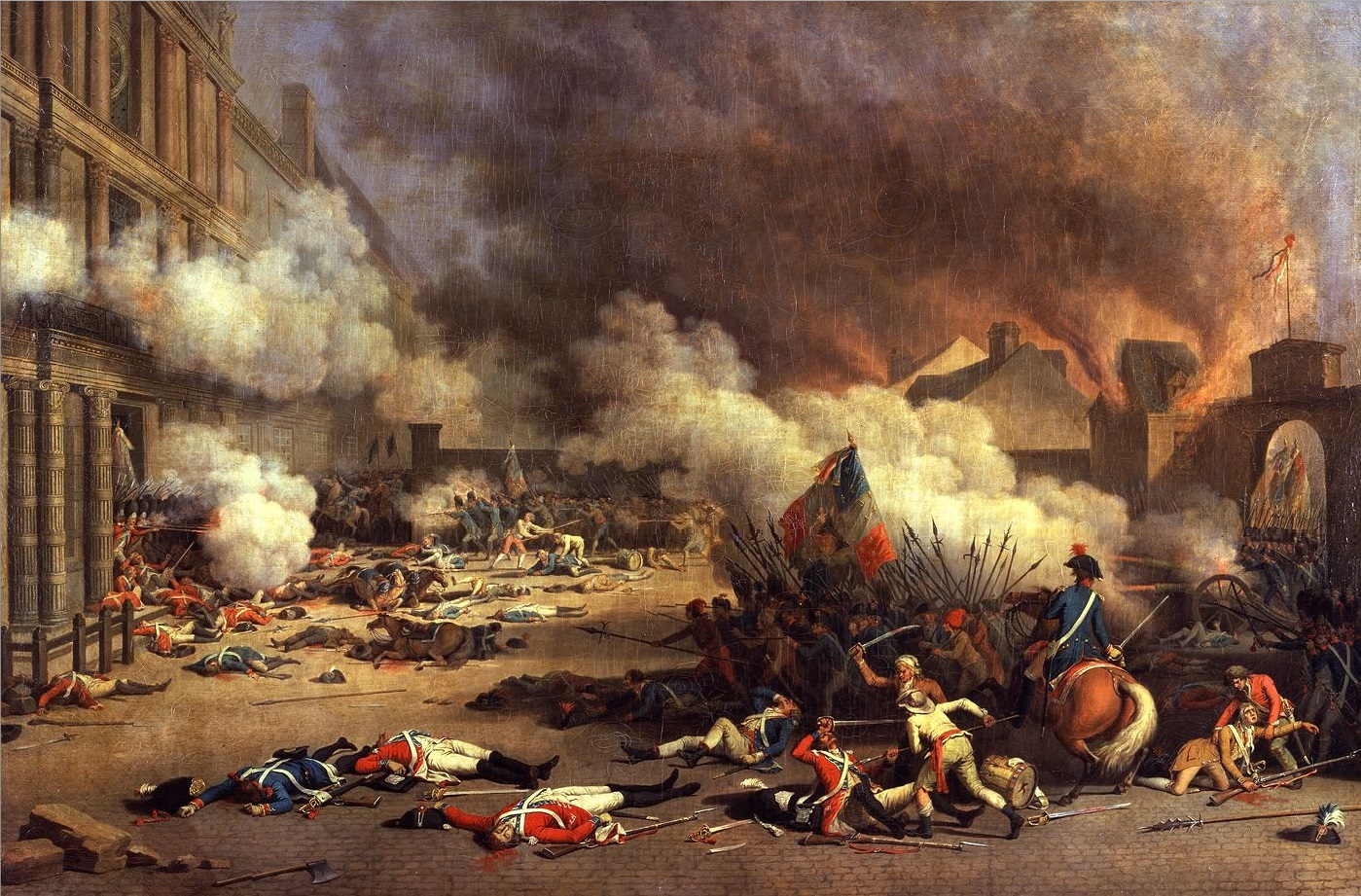
バーデットに影響を与えたフランス革命

第5代准男爵、サー・フランシス・バーデット（Sir Francis Burdett, 5th Baronet, 1770年1月25日 - 1844年1月23日）は、改革派のイギリスの政治家。フランシス・バーデットとその妻エレノアの子として生まれた。ウィルト州にあるラムズバリーの領主ウィリアム・ジョーンズは母方の祖父であり、サー・ロバート・バーデット准男爵は父方の祖父にあたる。バーデットは1820年にセント・ジェームズ・プレイスの25番地に居を構え、そこで死去した。

## 生涯

### 青年期
バーデットはウェストミンスター校およびオックスフォードで教育を受けた。若いころオックスフォード嬢と長期間交際した後、フランスとスイスを巡る旅に出ている。滞在時、パリではフランス革命が勃発したばかりだった。ここで得た経験が、後に彼の政治的思想に影響を与えたことは疑うべくもない。バーデットは1793年に帰国し、ソフィアと結婚した。ソフィアは銀行家であるトマス・クーツの次女である。彼女はバーデットに莫大な財産をもたらした。1796年、バーデットはニューキャッスル公爵の後継者から議席を譲受け、ボローブリッジの議員となった。その後、1797年には祖父の後を継いで准男爵となるとともに、フォアマーク・ホールの居住権並びにイングルビーおよびフォアマークの小村の領主権も相続した。

### 議員活動と逮捕
バーデットは、下院議会において公民権を擁護する立場を採り、ウィリアム・ピットの政敵として早くから注目を集めた。彼はフランスとの交戦を公然と非難し、当時中断されていた人身保護法を復活させるように求め、またジョン・ホーン・トゥックを議会から追放しようとする動きに抵抗した。国民はすぐに彼を支持した。バーデットはコールドバス・フィールズ刑務所の環境を調査しようと尽力したが、結果として政府の許可を得ることができなかったため、当刑務所のみならずイギリス国内にあるいずれの刑務所の訪問も実現しなかった。1797年にはトゥックと親交を深め、政治のみならず言語学の分野においても彼を師と仰ぐようになった。
1802年の総選挙において、バーデットはミドルセックス州から立候補した。しかしこの当選は1804年に無効とされ、続く選挙においてバーデットは敗れた。1805年、この無効は取り下げられたが、このように選挙結果が再度、それも短い期間に覆ったことで、バーデットは今後再び議員に立候補する意思のないことを宣言した。彼はこの一件に莫大な金をつぎ込んでいた。
1806年の総選挙で、バーデットはウェストミンスター市の改革派候補者であるジェームズ・パウルの筆頭支援者だった。しかし翌年、バーデットとパウルは誤解がもとで決闘する事態にまで至り、双方ともに傷を負うこととなる。翌年の1807年の総選挙において、バーデットは不本意ながらウェストミンスター区から自ら出馬することとなった。そして熱狂的な支持のもと、最多得票数でトップ当選を果たした。
政敵への批判と改革の推進という天職に、再び取り組むことになったバーデットだったが、1810年には下院議会との対立を深めた。下院は、急進派で知られるジョン・ゲイル・ジョーンズを収監した。バーデットは、このような手段を採る権限を下院が有している点を疑問視し、この手続の正当性を糾弾したのだ。バーデットはジョーンズを釈放するために尽力したが徒労に終わった。これを受けて、バーデットはウィリアム・コベットが発行したウィークリー・レジスターに掲載された、この件に関する自身の談話の改訂版を発行した。
改訂版におけるこの告発は下院を中傷していたため、下院はバーデットの行動が背任にあたるとし、議長はバーデットの逮捕令状を請求した。バーデットの弁護のため、2日間に渡り群衆が主不在の屋敷に詰めかけた。バーデットは権力に屈しなかった。バーデットの同僚であるトマス・コクランが助力を申し出たが、彼はこの市民的かつ政治的な出来事に軍事的戦略を用いるつもりであったため、バーデットはこれを辞退した。屋敷に入る直前、バーデットは兵士たちによってロンドン塔へ連行された。国会休会中に彼は釈放されたが、水路をウェストミンスターへと帰還したことで支援者たちを大いに落胆させた。これは、彼の名誉を表明する機会が失われたことを意味するためだった。その後、バーデットは下院議長および軍曹に対して法的措置をとったものの、裁判所は議会の行動を支持した。

### 議会の改革
下院議会において、バーデットは軍によって行われている肉体的刑罰を告発し、不正を監視するあらゆる試みに対する支持を表明した。しかし、彼の最大の関心は国会の改革およびローマ・カトリック教会の無力さの改善に向けられていた。1809年に議会改革の大枠を提案した後、1817年および1818年に再びこの問題を取り上げた。彼は男子の普通選挙を提案するチャーティズム運動に期待していたが、彼の提案はほとんど支持を得られなかった。だが、彼は成功をおさめた。1825年、下院はローマ・カトリック法を尊重するべきである、という決議がなされたのだ。これは、バーデットの提案を包含する議案に導かれた決議である。しかしこの法案は下院を通過したもの、上院において否決された。1827年および1828年、彼は再びこの問題を取り上げ、1829年には可決される見通しとなった。
1820年に、バーデットと政府との間に深刻な対立が生じた。ピータールーの虐殺との関連を厳しく追及され、レスター巡回裁判所において彼は訴えられたのだ。結果、1000ポンドの罰金刑を科せられるとともに、3ヶ月間刑務所に収監された。1832年に改革法案が可決された後、経験豊かな政治家の改革への情熱はほとんど失われ、選挙区民は彼の変化に不快感を隠さなかった。

### 晩年
政治への熱意が減退した結果、バーデットは1837年に議席を放棄したものの、再選を果たした。しかしながら同年に行われた総選挙では、彼はウェストミンスターから見放され、ノース・ウィルト州の議員に選ばれた。多くの場合において、従来のような急進派としてではなく、保守党員として行動することで、彼は死ぬまでこの議席を保持し続けた。彼は仲間である保守党員から「古い栄光」とあだ名されていた。
最愛の妻ソフィアは、1844年1月13日に死去した。このとき74歳になっていたバーデットは、ひどく落胆しもはや生きる意味は何もないと感じた。彼は一切の食事を拒否し、妻の死去からちょうど10日後、1844年の1月23日にソフィアの後を追うように亡くなった。バーデット夫妻は、ウィルト州にあるラムスバリー教会の同じ埋葬室に時を同じくして埋葬された。
夫妻の間には、ロバートという息子がいた。ロバートは准男爵の地位とともに、バーデットの莫大な財産を相続した。ロバートには5人の姉妹がいた。末の妹アンジェラは曾祖父の未亡人であるハリエットからクーツ家の財産を相続するとともに、彼女の遺言でバーデットの姓とともにクーツの姓を受け継ぎ、バーデット＝クーツと名乗るようになった。アンジェラ・バーデット＝クーツ女男爵である。ロバートはLiterary Association of the Friends of Polandの会員でもあった。